# Niko Moon
Niko Moon (* in Texas; eigentlich Nicholas Cowan) ist ein Country-Sänger und Songwriter.

## Karriere
Im Jahr 2016 gründete Niko Moon zusammen mit Zac Brown und Ben Simonett die Band Sir Rosevelt. Die Band veröffentlichte 2017 das Album Sir Rosevelt, das Platz zwei der Billboard Heatseekers Charts erreichen konnte.
Seine Solokarriere startete er 2019 mit der Akustikversion des Liedes Good Time, welches er zusammen mit Anna Moon, Jordan Minton, Joshua Murty, und Mark Trussell schrieb.
Die EP-Version des Liedes erschien als Single und konnte sich auf Platz 61 der Billboard Hot 100 platzieren. Darüber hinaus erreichte das Lied auch Platz 12 der Hot Country Songs und wurde in den USA von der RIAA mit einer Goldenen Schallplatte ausgezeichnet.

## Diskografie

### Alben
| Jahr | Titel          | Höchstplatzierung, Gesamtwochen, AuszeichnungChartplatzierungen (Jahr, Titel, Platzierungen, Wochen, Auszeichnungen, Anmerkungen) | Höchstplatzierung, Gesamtwochen, AuszeichnungChartplatzierungen (Jahr, Titel, Platzierungen, Wochen, Auszeichnungen, Anmerkungen) | Anmerkungen                            |
| Jahr | Titel          | US | Country | Anmerkungen                            |
| ---- | -------------- | --- | --- | -------------------------------------- |
| 2020 | Good Time (EP) | US191 (2 Wo.)US | Country19 (16 Wo.)Country | Erstveröffentlichung: 14. Februar 2020 |
| 2021 | Good Time      | US139 (1 Wo.)US | Country12 (6 Wo.)Country | Erstveröffentlichung: 28. August 2021  |

### Singles
| Jahr | Titel Album                        | Höchstplatzierung, Gesamtwochen, AuszeichnungChartplatzierungen (Jahr, Titel, Album, Platzierungen, Wochen, Auszeichnungen, Anmerkungen) | Höchstplatzierung, Gesamtwochen, AuszeichnungChartplatzierungen (Jahr, Titel, Album, Platzierungen, Wochen, Auszeichnungen, Anmerkungen) | Anmerkungen                                       |
| Jahr | Titel Album                        | US | Country | Anmerkungen                                       |
| ---- | ---------------------------------- | --- | --- | ------------------------------------------------- |
| 2020 | Good Time                          | US20 ×3Dreifachplatin · (25 Wo.)US | Country1 (44 Wo.)Country | Erstveröffentlichung: 16. März 2020               |
| 2024 | Ain’t No Better Place Better Place | — | — | Erstveröffentlichung: 19. Januar 2024 feat. Hardy |

## Auszeichnungen für Musikverkäufe
| Goldene Schallplatte - Kanada - 2023: für das Lied Paradise to Me 2× Platin-Schallplatte - Kanada - 2023: für die Single Good Time |

Anmerkung: Auszeichnungen in Ländern aus den Charttabellen bzw. Chartboxen sind in ebendiesen zu finden.
| Land/RegionAuszeichnungen für Musikverkäufe (Land/Region, Auszeichnungen, Verkäufe, Quellen) | Gold  | Platin     | Verkäufe  | Quellen         |
| -------------------------------------------------------------------------------------------- | ----- | ---------- | --------- | --------------- |
| Kanada (MC)                                                                                  | Gold1 | 2× Platin2 | 200.000   | musiccanada.com |
| Vereinigte Staaten (RIAA)                                                                    | —     | 3× Platin3 | 3.000.000 | riaa.com        |
| Insgesamt                                                                                    | Gold1 | 5× Platin5 |           |                 |